# Zamach w Kandaharze (2008)
Zamach w Kandaharze był najkrwawszym zamachem w Afganistanie od 2001 roku (początku interwencji NATO). Zamachowiec samobójca wysadził się w tłumie Afgańczyków oglądających walki psów (popularna forma rozrywki, zabroniona w czasie panowania Talibów). Zginęło ponad 100 osób, ponad 100 zostało rannych.
Prawdopodobnie celem zamachu był były szef policji i zagorzały przeciwnik Talibów, Abdul Hakim Jan. Doniesienia mówią o strzałach oddanych przez jego ochroniarzy tuż po wybuchu, które mogły zwiększyć liczbę ofiar.